# El coronel Macià
El coronel Macià es una película escrita y dirigida por Josep Maria Forn que presenta algunos episodios de la vida de Francesc Macià antes de convertirse en presidente de la Generalidad de Cataluña.
Los protagonistas principales son Abel Folk en el papel de Francesc Macià; Marta Marco que interpreta Eugènia Lamarca, la mujer de Macià; Molly Malcolm en el papel de una periodista irlandesa ficticia que visita Cataluña; y Fèlix Pons, que interpreta el periodista Maspons.

## Argumento
La película narra varios episodios de la vida de Francesc Macià, empezando en 1905 con un Macià teniente coronel del ejército español, comandante en jefe de la Comandancia de Ingenieros de Lérida, y acabando con la proclamación de la República Catalana el 14 de abril de 1931. La trama empieza cuando una periodista irlandesa que acaba de llegar a Cataluña presencia el enfrentamiento entre el ejército español y el catalanismo, con episodios como los denominados Hechos del ¡Cu-Cut!, en los que miembros de la guarnición de Barcelona destrozaron las redacciones del semanario satírico ¡Cu-Cut! y del diario La Veu de Catalunya. Macià, monárquico hasta entonces, no aprobaba la actuación de la guarnición de Barcelona, y esto le llevó a enfrentarse con sus superiores del ejército.
Aun cuando se introducen personajes de ficción como la periodista irlandesa Elisabeth Joyce, la película presenta la trayectoria política y personal de Macià a partir de los hechos históricos que la acompañaron.